# 눈돌림 신경핵
눈돌림 신경핵(oculomotor nucleus, 동안 신경핵)은 연속적인 세포 기둥으로 구성되지 않고, 두 그룹, 즉 전방과 후방으로 배열된 여러 개의 작은 핵으로 나뉜다. 후방 그룹의 핵은 6개이며, 그 중 5개는 중앙선의 양쪽에 대칭이고, 6번째 핵은 중앙에 위치하며 양쪽 신경에 공통적이다. 전방 그룹은 전내측과 전외측의 두 개의 핵으로 구성된다.
동안신경의 핵은 생리학적 관점에서 볼 때 여러 개의 작은 세포 그룹으로 세분될 수 있으며, 각 그룹은 특정 근육을 제어한다.
근처의 핵인 에딩거-베스트팔 핵은 주 동안신경 핵의 등쪽에 있다. 동공 수축과 렌즈 조절을 포함하여 동안신경의 자율 기능을 담당한다.
눈돌림 신경 섬유는 중뇌의 핵에서 발생하는데, 이 핵은 뇌수도관 바닥의 회색질에 있으며 뇌수도관 앞에서 짧은 거리 동안 제3뇌실 바닥으로 뻗어 있다. 이 핵에서 섬유는 뒤판, 적색핵, 흑질의 내측 부분을 통과하여 측면 볼록성을 가진 일련의 곡선을 형성하고 뇌각 내측에 있는 눈돌림신경 고랑(oculomotor sulcus)에서 나온다.

## 추가 이미지

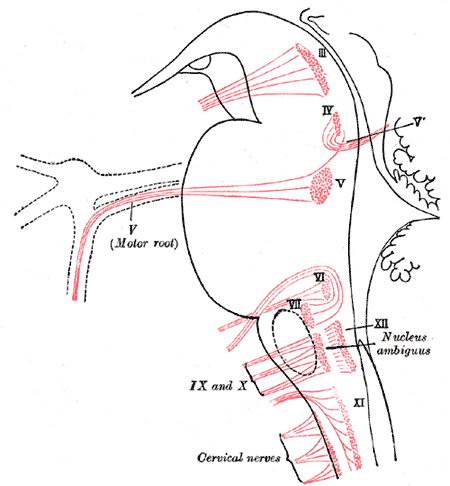
Nuclei of origin of cranial motor nerves schematically represented; lateral view.
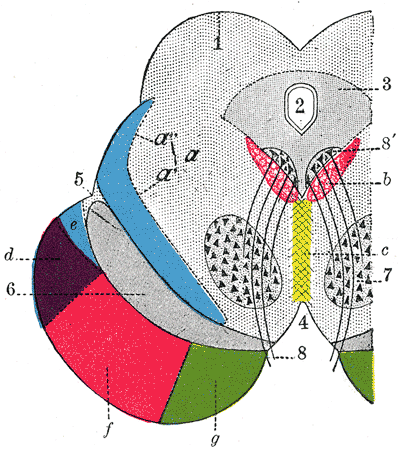
Coronal section through mid-brain.
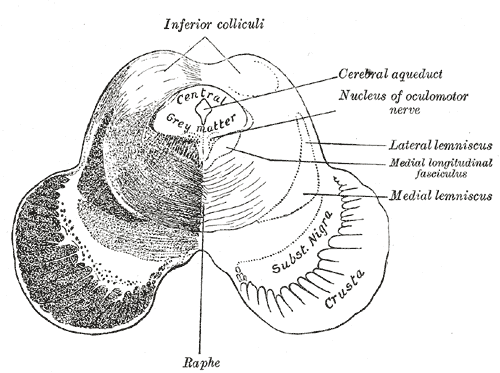
Transverse section of mid-brain at level of inferior colliculi.
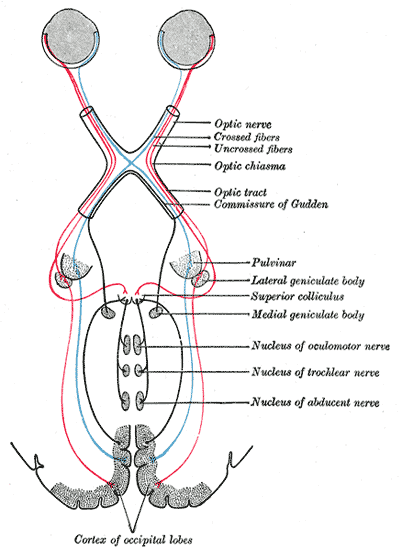
Scheme showing central connections of the optic nerves and optic tracts.
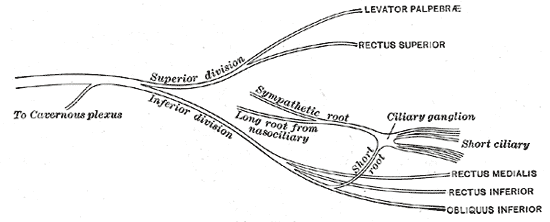
Plan of oculomotor nerve.
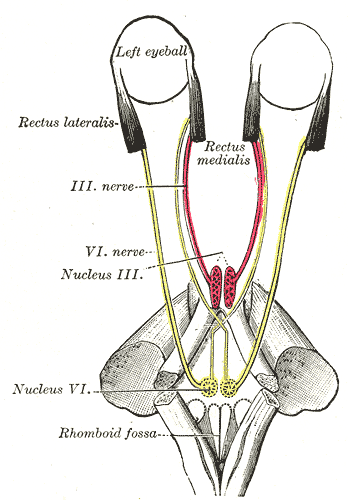
Figure showing the mode of innervation of the Recti medialis and lateralis of the eye.
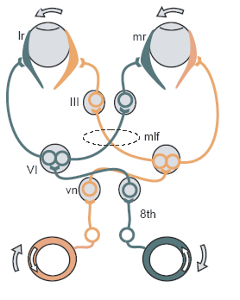
Vestibulo-ocular reflex

## 같이 보기
- 주시 반사
- 눈돌림 신경